# Joan Sanmartí i Grego
Joan Sanmartí i Grego (Barcelona, 1955- 23 d'octubre de 2022) va ser un arqueòleg especialista en món ibèric i protohistòria mediterrània.

## Biografia
Es va llicenciar en geografia i història a la Universitat de Barcelona el 1978, on va ser deixeble de Miquel Tarradell. Es va doctorar a la mateixa universitat el 1986 amb la tesi "La Laietània ibèrica. Estudi d'arqueologia i història".
Va ser professor d'arqueologia i membre del departament d'Història i Arqueologia de la Universitat de Barcelona des de 1981, primer com a professor ajudant, a partir de 1990 com a professor titular i des de 2003 com a catedràtic.
Amb Tarradell va col·laborar en nombroses excavacions i publicacions i se'l considera un dels continuadors de les seves línies de recerca.
Membre de l'Institut d’Estudis Catalans des de l’any 2007 com a acadèmic numerari i tresorer de la Secció Històrico-Arqueològica, el 2009 va rebre el premi ICREA Acadèmia de la Universitat Autònoma de Barcelona com a reconeixement a la seva carrera investigadora.